# Domkyrkovicepastor
Domkyrkovicepastor. Intill 1930-talet var tjänsten som domprost i Uppsala och Lund förenad med en professur i teologi vid universitet. Innehavarens huvudsakliga göromål ägnades den akademiska verksamheten och i domkyrkoförsamlingen var som biträde till domprosten fast anställd en s.k. domkyrkovicepastor som skötte de löpande göromålen i församlingen. I Uppsala är serien av domkyrkovicepastorer känd sedan 1629. Fr.o.m. 1852 var denna befattning stadigvarande i Lund. Befattningen försvann när prebendeinstitutionen upphörde 1941 och domprosttjänsterna ej längre var förbundna med professur. I Visby fanns en domkyrkovicepastor för folkbokföringen fram till 1986, när kyrkoherdetjänsten där upphörde att vara prebende åt biskopen
Under den tid på 1980-talet då domprosten i Uppsala hade särskilt uppdrag att biträda ärkebiskopen i stiftsledningsfunktioner (och innan en tjänst som biträdande biskop i Uppsala inrättades) återupplivades befattningen som domkyrkovicepastor i Uppsala och uppdraget gavs till en av domkyrkokomministrarna. På senare tid har titeln även använts i andra domkyrkoförsamlingar.